# Mistrzostwa Europy w Lekkoatletyce 1958 – sztafeta 4 × 400 m mężczyzn
Sztafeta 4 × 400 metrów mężczyzn była jedną z konkurencji rozgrywanych podczas VI Mistrzostw Europy w Sztokholmie. Biegi eliminacyjne zostały rozegrane 23 sierpnia, a bieg finałowy 24 sierpnia 1958 roku. Zwycięzcą tej konkurencji została sztafeta Wielkiej Brytanii w składzie: Ted Sampson, John MacIsaac, John Wrighton i John Salisbury. W rywalizacji wzięło udział trzydziestu zawodników z ośmiu reprezentacji.

## Rekordy
| Rekord świata     | Jamajka · (Arthur Wint, Leslie Laing, Herb McKenley, George Rhoden)                        | 3:03,9 | Helsinki, Finlandia | 27.07.1952 |
| Rekord Europy     | RFN (Hans Geister, Günther Steines, Heinz Ulzheimer, Karl-Friedrich Haas)                  | 3:06,6 | Helsinki, Finlandia | 27.07.1952 |
| Rekord mistrzostw | Francja · (Pierre Haarhoff, Jacques Degats, Jean-Paul Martin du Gard, Jean-Pierre Goudeau) | 3:08,7 | Berno, Szwajcaria   | 29.08.1954 |

## Wyniki

### Eliminacje
Bieg 1
| Miejsce | Reprezentacja | Zawodnicy                                                                    | Czas   | Uwagi |
| ------- | ------------- | ---------------------------------------------------------------------------- | ------ | ----- |
| 1       | Niemcy        | Carl Kaufmann, Manfred Poerschke, Johannes Kaiser, Karl-Friedrich Haas       | 3:12,5 | Q     |
| 2       | ZSRR          | Konstantin Graczow, Abram Kriwoszejew, Michaił Nikolskij, Walentin Rachmanow | 3:13,2 | Q     |
| 3       | Włochy        | Nereo Fossati, Mario Fraschini, Giovanni Scavo, Renato Panciera              | 3:13,3 | Q     |
| 4       | Finlandia     | Börje Strand, Pentti Rekola, Jussi Rintamäki, Voitto Hellsten                | 3:13,4 |       |

Bieg 2
| Miejsce | Reprezentacja   | Zawodnicy                                                                     | Czas   | Uwagi |
| ------- | --------------- | ----------------------------------------------------------------------------- | ------ | ----- |
| 1       | Wielka Brytania | Ted Sampson, John MacIsaac, John Wrighton, John Salisbury                     | 3:13,4 | Q     |
| 2       | Szwecja         | Nils Holmberg, Hans Lindgren, Lennart Jonsson, Alf Petersson                  | 3:14,6 | Q     |
| 3       | Polska          | Stanisław Swatowski, Jacek Jakubowski, Tadeusz Kaźmierski, Zbigniew Makomaski | 3:14,9 | Q     |
| 4       | Szwajcaria      | Bruno Urben, Bruno Galliker, Christian Wägli, René Weber                      | 3:15,3 |       |

### Finał
| Miejsce | Reprezentacja   | Zawodnicy                                                                     | Czas   | Uwagi |
| ------- | --------------- | ----------------------------------------------------------------------------- | ------ | ----- |
| 1       | Wielka Brytania | Ted Sampson, John MacIsaac, John Wrighton, John Salisbury                     | 3:07,9 | CR    |
| 2       | Niemcy          | Carl Kaufmann, Manfred Poerschke, Johannes Kaiser, Karl-Friedrich Haas        | 3:08,2 |       |
| 3       | Szwecja         | Nils Holmberg, Hans Lindgren, Lennart Jonsson, Alf Petersson                  | 3:10,7 | NR    |
| 4       | Włochy          | Nereo Fossati, Mario Fraschini, Giovanni Scavo, Renato Panciera               | 3:11,1 |       |
| 5       | ZSRR            | Konstantin Graczow, Abram Kriwoszejew, Michaił Nikolskij, Walentin Rachmanow  | 3:11,4 |       |
| 6       | Polska          | Stanisław Swatowski, Jacek Jakubowski, Tadeusz Kaźmierski, Zbigniew Makomaski | 3:13,8 |       |